# Fotadrevo
Fotadrevo (dickflüssiger Schlamm) ist eine Gemeinde (commune) in der Region Atsimo-Andrefana im Süden von Madagaskar, etwa 70 Kilometer nordöstlich der Gemeinde Ejeda. Im Jahre 2006 hatte sie etwa 35.000 Einwohner, die in 51 Dörfern (fokontany) auf etwa 998 km² lebten.
Die Bevölkerung von Fotadrevo besteht größtenteils aus Tanosy und Minderheiten von Tandroy und Mahafaly. Sie leben hauptsächlich vom Anbau von Maniok, Mais, Süßkartoffeln, Erdnüssen, Augenbohnen und Zwiebeln. Es wird nur wenig Viehzucht betrieben, die Region um Fotadrevo gilt als wenig sicher. Die Gemeinde verfügt über 28 Volksschulen und eine weiterführende Schule. Auf dem Gebiet der Gemeinde wurden Vorkommen von Vanadium entdeckt und es wurde die wirtschaftliche Machbarkeit des Abbaus von Graphit untersucht. Aufgrund dieser Aktivitäten ist Fotadrevo mit einer Landepiste für größere Flugzeuge ausgestattet.